# Quinto Ninnio Hasta
Quinto Ninnio Hasta  fue un senador romano de finales del siglo I y comienzos del siglo II, que desarrolló su carrera política entre los imperios de Domiciano y Adriano

## Familia
Era hijo de Quinto Ninnio Hasta, consul suffectus en 88, bajo Domiciano. Ninnio Hastiano, consul suffectus en 160, bajo Antonino Pío, era descendiente suyo, aunque se ignora si era su hijo natural o adoptivo.

## Carrera pública
Por voluntad de Trajano fue consul ordinarius en 114. Después, Adriano lo nombró procónsul, aunque se ignora si de Asia o de Africa.